# Xin Xin
Xin Xin, née le 6 novembre 1996 à Shandong, est une nageuse chinoise spécialiste de la nage en eau libre.

## Biographie
Le 15 août 2016, Xin Xin termine quatrième du 10 km en eau libre lors des Jeux olympiques d'été à Rio de Janeiro, au Brésil en 1 h 57 min 14 s 4.
Le 14 juillet 2019, elle remporte la médaille d'or du 10 km en eau libre lors des Championnats du monde de natation à Gwangju, en Corée du Sud en 1 h 54 min 47 s 2.
Elle concourt à l'épreuve matinale d'environ 7h du matin heure locale des Jeux olympiques de Tokyo le 4 août 2021 dans un bassin proche du « pont de l'Arc-en-ciel » et de bâtiments plus ou moins imposants.

## Palmarès

### Championnats du monde
- Championnats du monde 2019 à Gwangju (Corée du Sud) :
  -  Médaille d'or du 10 km en eau libre